# Tequila
La tequila (pron. /teˈkila/) è un distillato originario del Messico, ottenuto dalla fermentazione e successiva distillazione dell'agave blu (Agave tequilana), prodotto originariamente nella località messicana di Tequila e nelle sue vicinanze, nello Stato di Jalisco.

## Storia

### Inizi

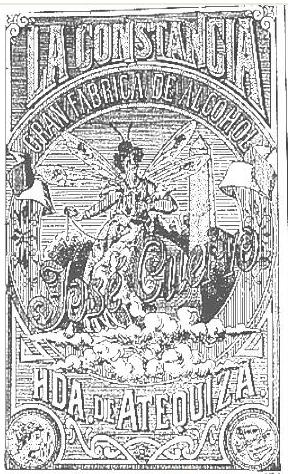
Etichetta de La Constancia, la distilleria di tequila di José Cuervo

La prima tequila venne prodotta in Messico nel XVI secolo nei pressi della località dove dopo il 1666 sorgerà la città di Tequila. Le popolazioni azteche producevano una variante di pulque detta ixtac octli ("il liquore bianco"), molto prima dell'arrivo degli spagnoli nel 1521, ottenuta dalla fermentazione del succo dell'agave. Quando i conquistadores terminarono le scorte di brandy iniziarono a distillare il fermentato di agave così da produrre uno dei primi distillati autoctoni del Nord America.
Un'ottantina di anni più tardi, attorno al 1600, Don Pedro Sánchez de Tagle, marchese di Altamira, incominciò la produzione di massa della tequila nella prima fabbrica dell'attuale territorio di Jalisco. Dal 1608 il governatore coloniale di Nueva Galicia iniziò a tassare il prodotto. Il re Carlo IV di Spagna concesse alla famiglia Cuervo la prima licenza per produrre e commercializzare la tequila.
Don Cenobio Sauza, fondatore di Sauza Tequila e presidente municipale del villaggio di Tequila dal 1884-1885, fu il primo a esportare la tequila negli Stati Uniti e presto il nome da "Tequila Extract" venne abbreviato in "Tequila" per il mercato americano. Il nipote di Don Cenobio, Don Francisco Javier Sauza, assurse all'attenzione internazionale affermando insistentemente che "non può esserci tequila dove non cresce l'agave" e i suoi sforzi furono tesi a che la pratica della produzione della tequila avvenisse solamente nello stato di Jalisco.

### Storia recente

La produzione di tequila nel 2008: in verde scuro la tequila e in verde chiaro l'agave

Attualmente, sebbene alcune produzioni di tequila rimangano a conduzione familiare, i marchi maggiormente conosciuti sono di proprietà di grosse multinazionali. Comunque oltre 100 distillerie producono 900 marchi di tequila in Messico, dove oltre 2000 marchi risultano registrati al 2009. A causa di ciò ogni bottiglia di tequila riporta un numero di serie (Norma Oficial Mexicana, NOM), che identifica la distilleria che l'ha prodotta, poiché poche distillerie vengono usate, molti marchi provengono dallo stesso produttore.
Nel 2003 in Messico è stata avanzata la proposta di pretendere che tutta la tequila prodotta in Messico sia imbottigliata entro i confini nazionali prima di essere esportata all'estero. Il governo messicano ha affermato che imbottigliare la tequila in Messico ne avrebbe garantito la qualità. Le compagnie di liquore statunitensi hanno risposto che il Messico vuole solamente garantire i posti di lavoro nel proprio paese, sostenendo che queste regole violano gli accordi sul commercio internazionale e sono in disaccordo con le comuni pratiche di esportazione internazionali. La proposta avrebbe avuto come risultato la perdita di lavoro negli impianti in California, Arkansas, Missouri e Kentucky, dal momento che la tequila esportata negli Stati Uniti viene imbottigliata in questi stabilimenti. Il 17 gennaio del 2006 gli Stati Uniti e il Messico hanno sottoscritto un accordo che permette l'importazione di fusti di tequila da imbottigliare negli Stati Uniti. L'accordo prevede inoltre la creazione di un "registro degli imbottigliatori di tequila" (tequila bottlers registry) così da permettere l'identificazione degli imbottigliatori approvati e la creazione di un'agenzia di controllo.
Il Consiglio di Vigilanza sulla Tequila (Consejo Regulador Tequila) messicano in origine non permetteva che la tequila aromatizzata potesse utilizzare il nome "tequila" Tuttavia nel 2004 il Consiglio ha deciso infine di permettere che anche la tequila aromatizzata possa essere chiamata tequila con l'eccezione della tequila 100% di agave, che continua a non poter essere aromatizzata. Nel 2006 è stata pubblicata una nuova Norma Oficial Mexicana (NOM) per la tequila che, tra gli altri cambiamenti, prevede l'introduzione di una categoria chiamata Extra Añejo o Ultra-Aged ("extra invecchiata") che deve essere invecchiata per almeno tre anni.
A Tequila nel luglio del 2006 è stata venduta dalla compagnia Tequila Ley una bottiglia da litro di tequila premium in edizione limitata per la cifra di $225.000 .925. La bottiglia del peso di 2 chili è interamente composta in platino e oro. La manifattura ha ricevuto un certificato dal Guinness dei primati per la più costosa bottiglia di tequila mai venduta.
Nel giugno del 2013 in Cina è stato rimosso il divieto d'importazione della tequila premium, prodotta con il 100% di agave blu. In seguito il presidente cinese Xi Jinping ha fatto visita in Messico. La liberalizzazione dell'importazione della tequila premium in Cina lascia prevedere un aumento delle esportazioni del prodotto dal Messico del 20% nel giro di un decennio; nel 2013 l'esportazione totale ammonta a 170 milioni di litri. Ramon Gonzales, direttore del Consejo Regulador del Tequila, stima che ognuno dei 16 maggiori produttori di tequila abbiano investito più di 3 milioni di dollari per entrare nel mercato cinese. Il 30 agosto 2013 le prime 70.380 bottiglie di tequila premium di dieci marchi differenti sono arrivate a Shanghai. L'arrivo è avvenuto durante un evento promosso dal club House of Roosevelt, un celebre club collocato nel Bund, un'area tradizionalmente riservata al consumo di alcolici importati in Cina.

## Caratteristiche
Il nome "tequila", sostantivo maschile in spagnolo e femminile in italiano, indica una denominazione di origine controllata, riconosciuta internazionalmente, e designa l'acquavite di agave prodotta nello Stato di Jalisco e in specifiche aree degli Stati di Nayarit, Guanajuato, Michoacán e Tamaulipas. Deve inoltre avere una gradazione alcolica di 40-45° ed essere ottenuta tramite doppia distillazione in alambicco discontinuo.
Il prodotto deve essere fabbricato in Messico e contenere almeno un 51% di distillato di agave blu.

### Contenuto alcolico

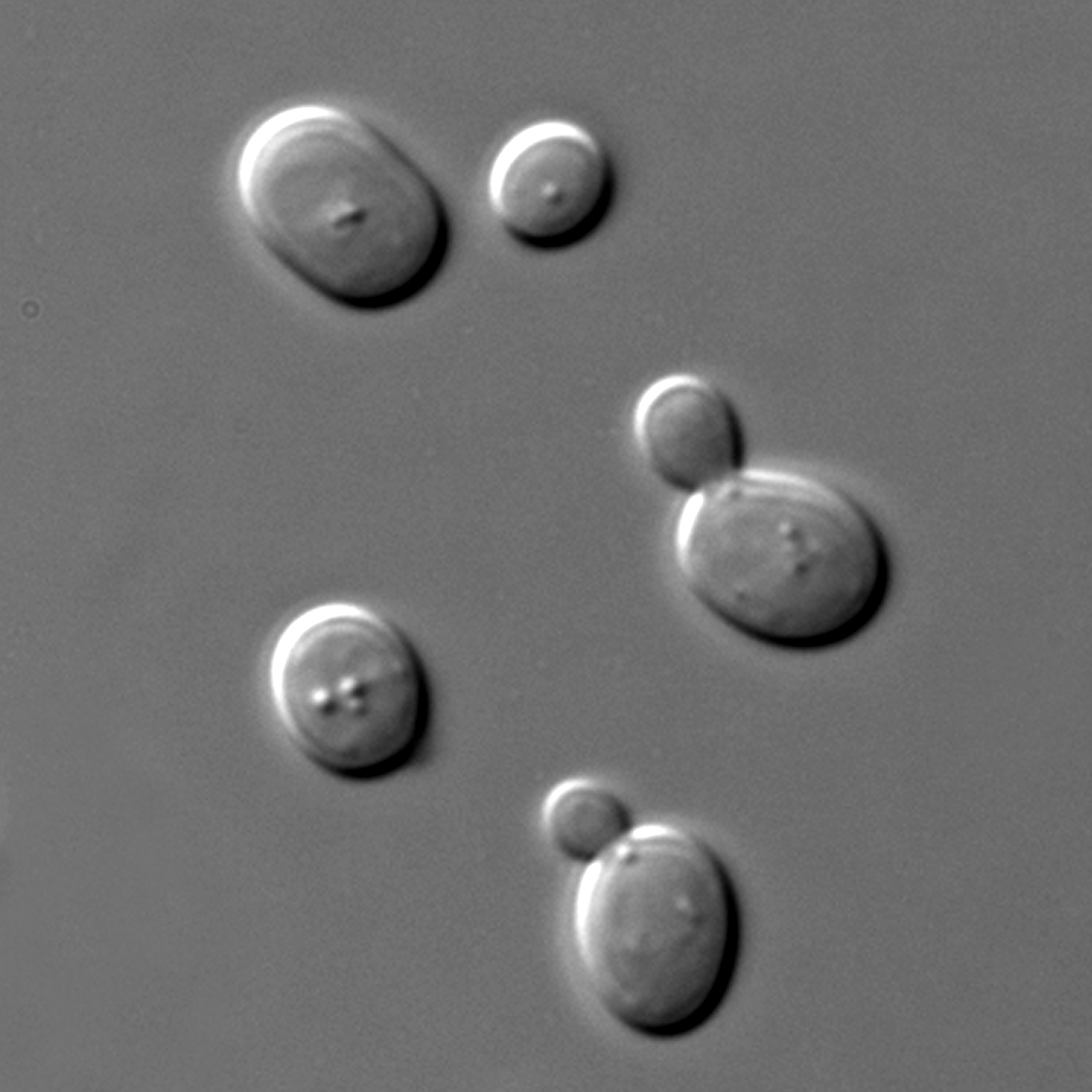
Saccharomyces cerevisiae, al microscopio

Poiché la tequila viene prodotta attraverso la fermentazione degli zuccheri contenuti nella pianta dell'agave blu, molti possono essere i fattori che determinano la quantità di alcoli in essa contenuti, trattasi di una miscela composta da: isobutanolo, alcol isoamilico ed etanolo.
Questi fattori comprendono il ceppo di lievito utilizzato, l'età della pianta, la temperatura, il rapporto C/N (carbonio/azoto). Il tipo di lievito utilizzato e il rapporto C/N hanno una grande influenza nella quantità di alcol prodotta. Il grado alcolico prodotto è una proprietà intrinseca del processo metabolico di ogni singolo ceppo batterico. Il tipo di lievito più comune utilizzato nel processo di fermentazione della tequila è il Saccharomyces cerevisiae, che si divide in molti ceppi. Ad esempio il ceppo CF1 produce molto più etanolo rispetto al CF2, dal momento che il meccanismo del metabolismo del primo differisce dal secondo. Questo fattore è probabilmente dovuto ai processi di selezione naturale avvenuti durante i diversi utilizzi delle colture di lievito, inizialmente derivanti da una sola e che con il tempo si sono selezionate in modi diversi.
È stato scoperto che più alto è il rapporto carbonio/azoto, più alta è la produzione di alcol isobutanolo e alcol isoamilico. Un alto rapporto indica un basso contenuto di azoto nel processo di fermentazione, con il risultato di ottenere una deaminazione degli amminoacidi e di conseguenza la sintesi metabolica di una maggiore quantità di alcoli.
Ehrlich pathway è il nome di questo processo, gli acidi acetici decarbossilati e trasformati in aldeidi e in alcoli di più alto grado. La temperatura del processo di fermentazione condiziona anche notevolmente il contenuto alcolico del prodotto che ne risulta. Per esempio, uno studio condotto da Pinal e altri, ha scoperto che coltivare due specie a temperatura di 35 gradi rispetto a una temperatura di 30 gradi produce più alcol isoamilico. La temperatura maggiore suggerisce che vi sono molte più condizioni ottimali per il lievito di fermentare la bevanda distillata. Infine l'età della pianta di agave stessa: più vecchia è la pianta e maggiore è la produzione di alcol. È stato mostrato in uno studio che la concentrazione di alcol amilico aumenta con l'anzianità della pianta di un fattore del 30%. Comunque, è anche stato trovato che vi è una più elevata concentrazione di metanolo utilizzando piante più giovani. Ciò può essere dovuto a differenze nella pratica agricola che si applicano coltivando piante di età diversa.

### Colore

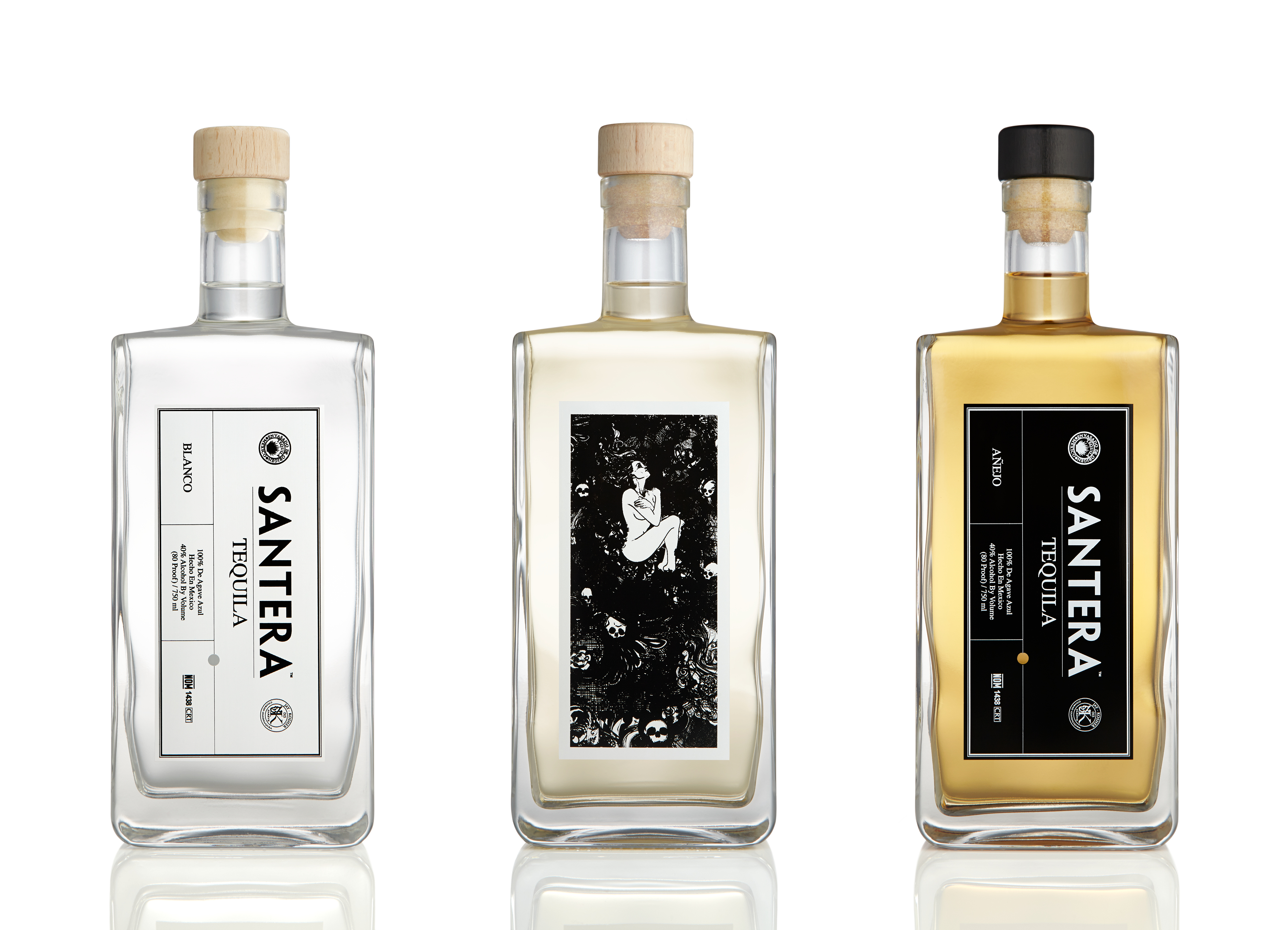
Una varietà di tequila colors

La tequila viene prodotta in un'elevata schiera di colori che va da una bevanda di semplice distillato chiaro a una di intenso marrone ambrato. Il colore della tequila varia molto con l'anzianità del processo e con il tipo di legno usato per il recipiente ove verrà conservata. La versione bianca di tequila, nota anche come silver tequila o blanco, è il prodotto ottenuto senza, o con molto poco, processo addizionale d'invecchiamento. Così, la bevanda deve contenere dal 38% al 55% di alcol, che è il risultato della fermentazione di una pianta di agave che contiene non meno del 51% di zuccheri. Il consumo di silver tequila è la forma di maggior purezza dato il poco invecchiamento. Quello che è noto come gold, joven od oro tequila è semplice silver tequila con l'aggiunta di colore di caramello. Tequila Reposado o añejo sono invecchiate in barili in legno. Il processo d'invecchiamento può durare dai due ai dodici mesi e può creare o incrementare sapori e aromi. Il processo di invecchiamento generalmente conferisce un colore dorato.

### Sapore e aroma
Vi sono più di 300 miscele note di tequila, molte delle quali si producono durante il processo di fermentazione e in minor misura durante la maturazione, secondo il materiale usato. I componenti che formano la tequila non agiscono individualmente per conferire alla tequila i suoi sapori e aromi distintivi, ma dipendono dalle interazioni e dalla quantità di ogni composto volatile. I composti volatili responsabili dei profili dei sapori e aromi della tequila si trovano nella categoria chiamata composti organolettici e aumentano in concentrazione con un processo di fermentazione più lento. I composti organolettici prodotti durante la fermentazione comprendono alcoli di ordine maggiore, metanolo, esteri, carbonio, terpeni e furani.
Gli alcoli di ordine maggiore hanno un forte aroma e la quantità presente in ogni tequila dipende dal carbonio: rapporto nitrogenico e temperatura durante i processi di cottura e di fermentazione. Qualcuno degli alcoli presenti più comuni oltre all'etanolo sono: 3-metil-1-butanolo, isobutanolo e 1-propanolo. Si pensa che il metanolo sia generato principalmente per idrolisi della pectina methiata che è naturalmente presente nella pianta di agave, ma ci sono state opinioni che esso sia anche in parte prodotto da reazioni enzimatiche di tensioni del lievito contenente l'enzima metil-esterasi di pectina, che rompe il gruppo metossilico dalla pectina. Quasi 50 diversi esteri sono stati identificati nella tequila, che insieme danno origine al gusto e al profumo di frutta. Uno dei più abbondanti esteri è l'acetato di etile che è sintetizzato durante la fermentazione del lievito Saccharomyces cerevisiae, usando l'enzima alcol transferase che unisce acido acetico all'etanolo. In generale, più lungo è il periodo della fermentazione controllata, maggiore è la quantità di esteri prodotta. Durante il processo di fermentazione, l'etanolo viene ossidato e uno dei componenti principali prodotti sono le acetaldeidi, che aggiungono il sapore necessario per il prodotto finale della tequila. La pianta di agave contiene molti terpeni quali la vanillina e le siringaldeidi che presentano un forte aroma di frutta o erba. Essa contiene anche eugenolo, che può fornire un accenno di gusto speziato alla tequila. Poiché la produzione di tequila comporta riscaldamento, si verificano reazioni di Maillard, e durante la degradazione termica dello zucchero vengono prodotti furani. I componenti furanici prevalenti comprendono 2-furaldeide e 5-metilfuraldeide, che può contribuire all'aroma affumicato della tequila.
I componenti volatili che contribuiscono ai gusti ed aromi generali della tequila possono essere determinati quantitativamente e valutati con la gascromatografia.

## Tipi di tequila

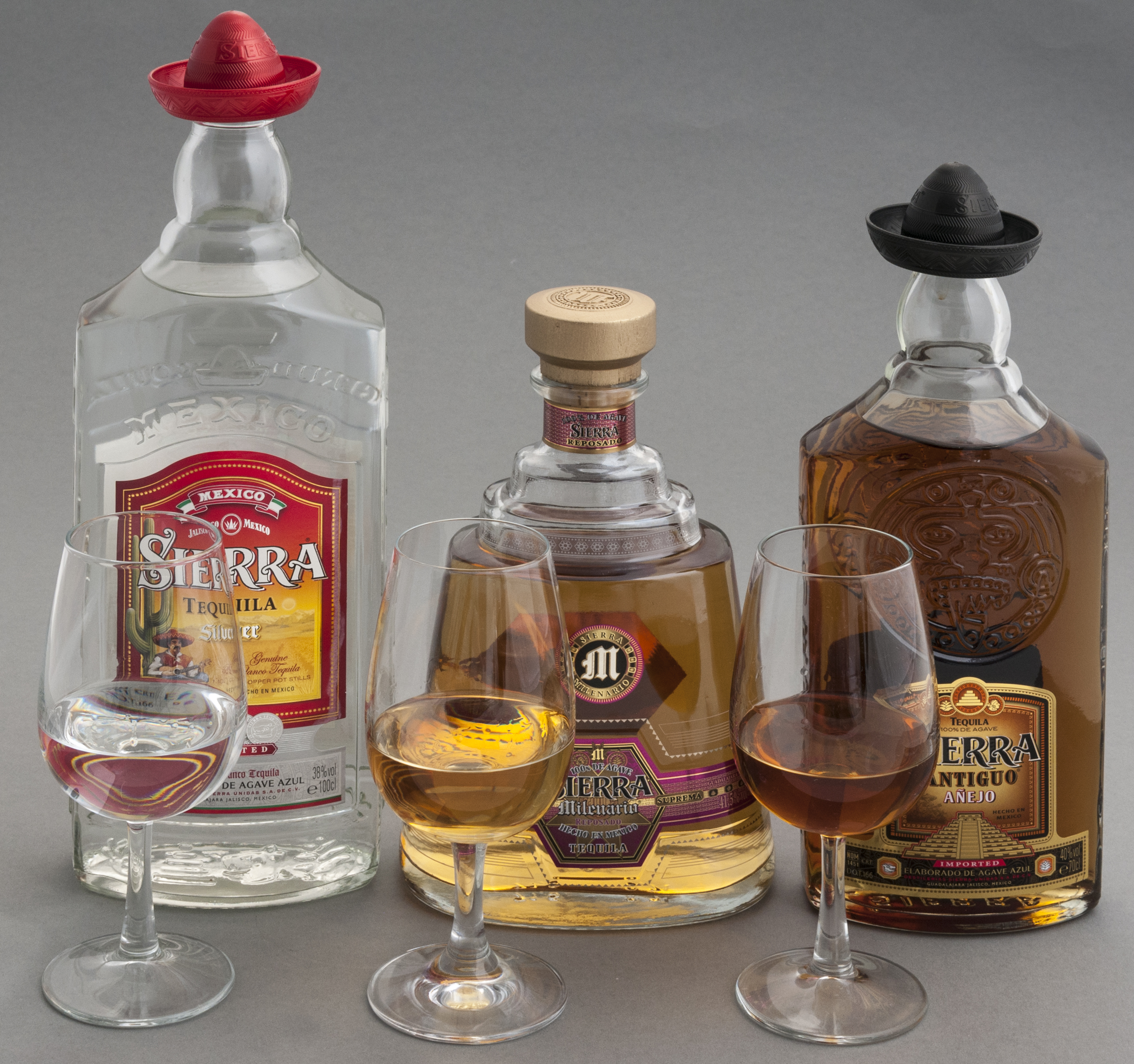
Da sinistra a destra, esempi di tequila plata, reposado e añejo

- Premium: tequila prodotta con il 100% di agave tequilana.
- Mixto: tequila prodotta con almeno il 51% di agave tequilana, unitamente ad altre sostanze zuccherine, quali sciroppo di mais o di canna da zucchero.
- Blanco (bianca) o Plata (argento): uno spirito bianco, non invecchiato o che riposa per 60 giorni in acciaio.
- Joven (giovane) o Oro: i prodotti di questo tipo assumono colore dorato grazie all'aggiunta di caramello che dà maggiore morbidezza al distillato; in altri casi invece dà un invecchiamento rapido che in questo paese è legale.
- Reposado (riposata): significa "riposato", cioè prodotto maturato in botte; la tequila viene infatti invecchiata per almeno 3 mesi in tini di rovere così da acquisire aromi terziari.
- Añejo (invecchiata o vintage): il prodotto viene invecchiato in botte per almeno un anno, anche se la maggior parte delle distillerie lo invecchia per almeno 4 o 5 anni.
- Extra añejo (extra invecchiata o ultra invecchiata): prodotto che raggiunge anche gli 8 anni di invecchiamento, diventando più simile a un brandy e perdendo le note di tipicità del distillato.

### Tequila col verme
Si tratta di un comune malinteso che alcuni tipi di tequila contengano un verme sul fondo della bottiglia. Solo alcuni mescal venivano solitamente venduti con gusano (in spagnolo "verme"). Il verme venne utilizzato inizialmente, intorno al 1940, solo come un espediente di marketing.
Per la produzione del mescal vengono utilizzati due tipi di larve: quella della falena Comadia redtenbacheri che vive sulla pianta dell'agave e quella del coleottero Scyphophorus acupunctatus. Trovarne nella pianta durante la lavorazione indica infestazione e di conseguenza un prodotto di qualità inferiore.

## Produzione

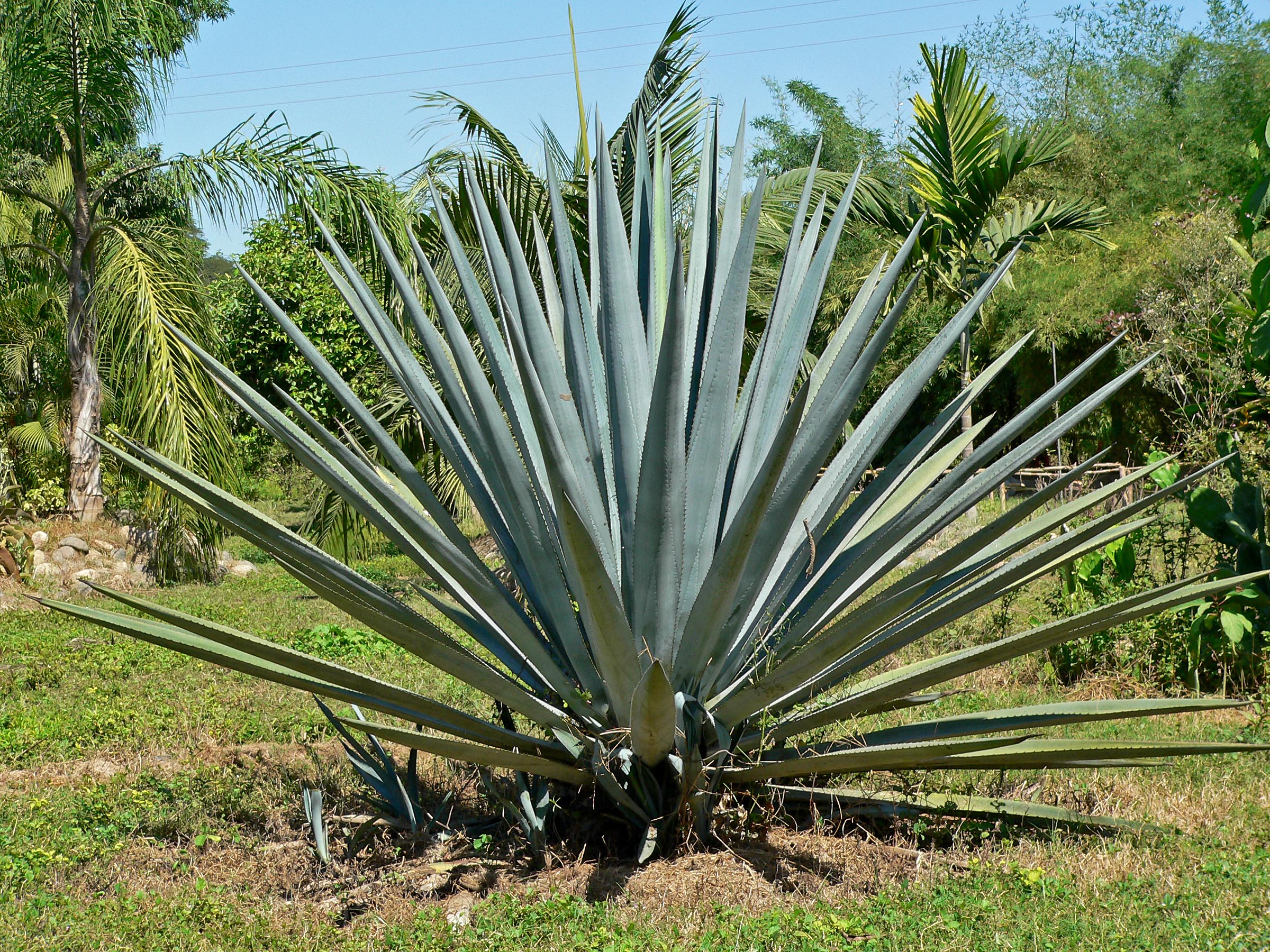
Pianta di agave tequilana alla base della produzione di tequila

Per la produzione della tequila viene utilizzata la piña, ovvero la parte centrale della pianta dell'Agave tequilana o agave blu, ricca di inulina, il carboidrato da cui estrarre gli zuccheri per far iniziare la fermentazione.
Dopo la raccolta l'agave viene cotta a vapore per non più di 36 ore, ammorbidendone così le fibre e liberando varie sostanze solubili, in buona parte zuccherine. Questo processo dà un liquido chiamato aguamiel che viene poi fatto fermentare in grossi contenitori e infine distillato. La tequila di prima scelta (premium tequila) viene prodotta esclusivamente dalla fermentazione dell'aguamiel, mentre in quella del tipo mixto possono essere aggiunti al liquido in fermentazione altre sostanze zuccherine quali sciroppo di mais o di canna da zucchero, fermo restando che almeno il 51% del mosto deve essere composto dall'aguamiel.
L'agave può essere cotta dentro forni, per un periodo di 36-48 ore a 100 °C o in autoclavi pressurizzati a una temperatura di 121 °C per un periodo di sole sei ore; i distillatori che utilizzano il forno sostengono che la qualità finale sia decisamente migliore, per via della cottura più lenta.

### Coltivazione

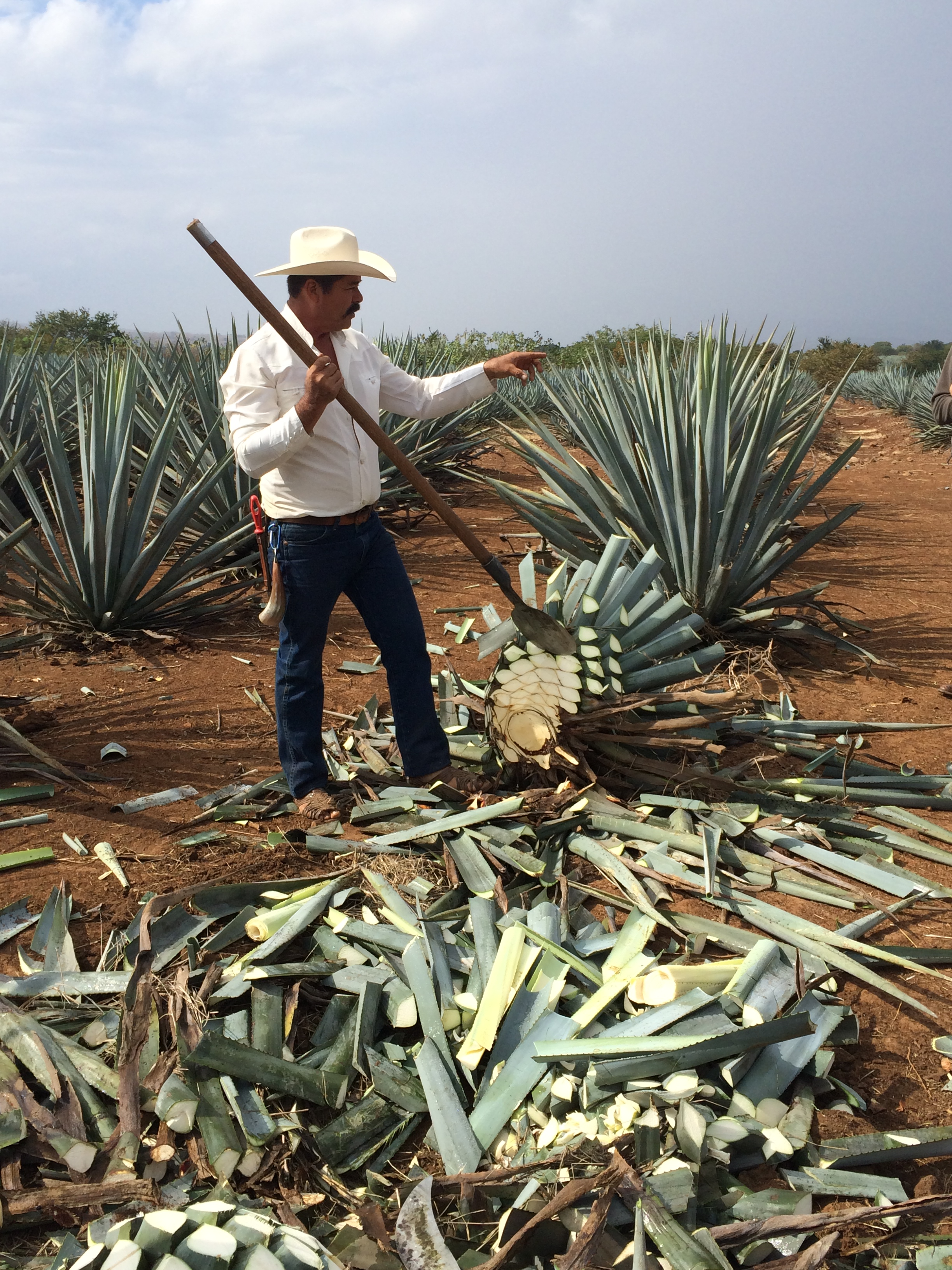
Uno jimador, un coltivatore di agave tequilana

Piantare, curare e raccogliere l'agave tequilana con cui produrre la tequila rimane un lavoro manuale tradizionale, sostanzialmente immutato nel corso dei secoli, nonostante l'avanzamento tecnologico e l'introduzione di macchine nell'agricoltura. I coltivatori di agave, detti jimador (xima'ðo?; plurale jimadores, xima'ðo?es) hanno una profonda conoscenza della pianta e della sua coltivazione, tramandata di generazione in generazione.
La regolare potatura di ciascuno dei quiote ('kjote), i lunghi steli che partono dal centro della pianta per crescere anche di diversi metri, impedisce alla pianta di fiorire e di morire prematuramente, permettendole così di maturare. Ogni jimador sa esattamente quando ogni singola pianta è pronta per essere raccolta. A quel punto, usando un particolare coltello dotato di una lama curva chiamato coa, taglia con cura le foglie dalla piña, il cuore della pianta ricco di succo zuccherino. Se raccolta troppo presto, la piña, che può pesare tra i 70 e i 110Kg a seconda del luogo di produzione, può non contenere la giusta quantità di carboidrati per una corretta fermentazione.
Esistono due zone di coltivazione dell'Agave, con differenti condizioni climatiche e di terreno che danno luogo a prodotti decisamente differenti. La prima zona sono le Highlands: qui l'agave è più grande ed accumula gli zuccheri lentamente. La tequila Tapatio prodotta con l'agave proveniente dalle Highlands tende ad avere aromi fruttati di mango verde e pere Williams. Nelle Lowlands invece le agavi sprigionano note più terrose e robuste, come per esempio la tequila Herradura.

### Fermentazione

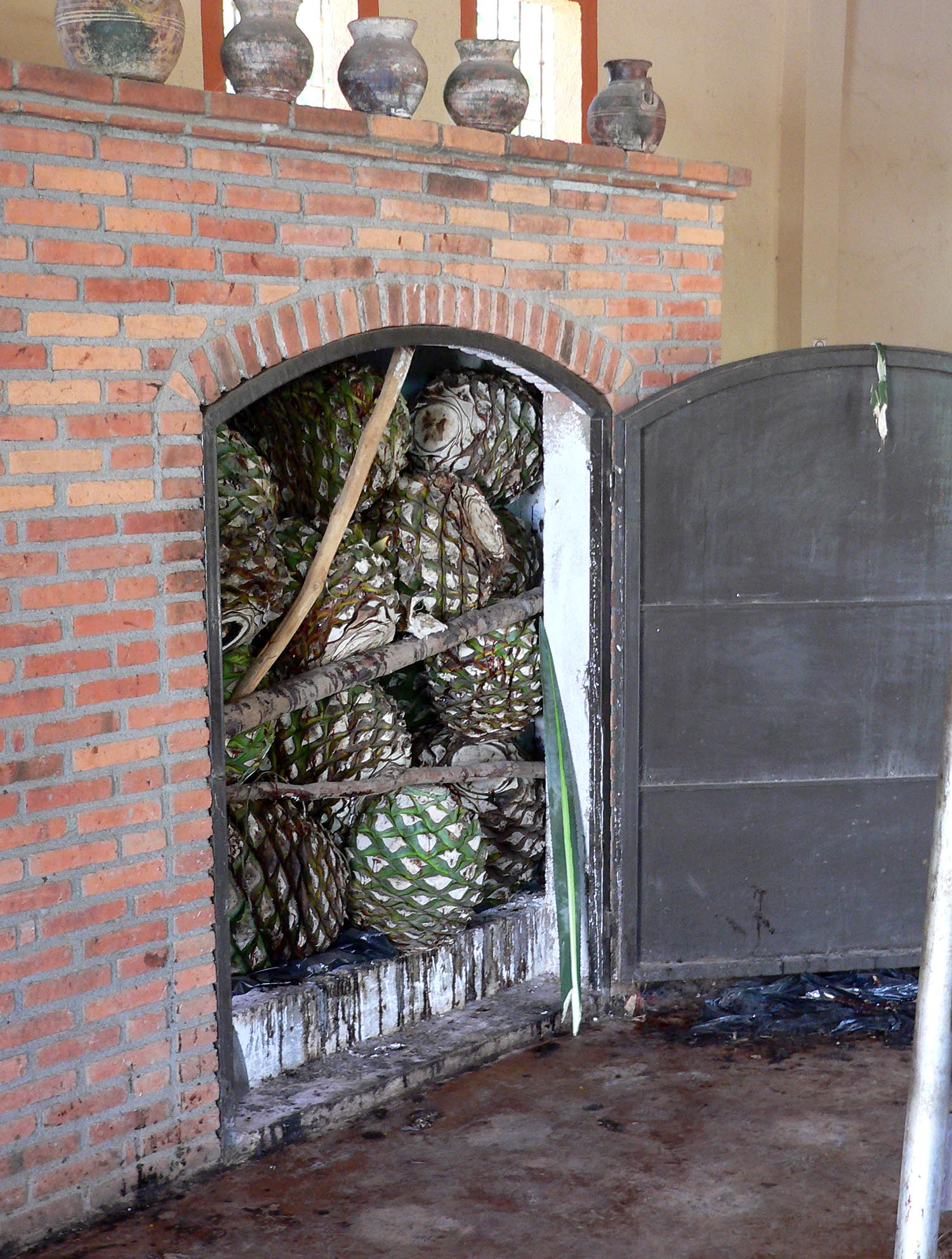
Un forno per la cottura artigianale dell'agave

Dopo il raccolto le piña vengono portate nei forni dove vengono cotte delicatamente così da trasformare i carboidrati complessi (fruttani) in carboidrati semplici (fruttosio). Le piña cotte vengono quindi triturate sotto una grande ruota di pietra chiamata tahona (ta'ona).
La polpa fibrosa rimasta, detta bagazo (ßa'?aso), viene spesso riutilizzata come fertilizzante o cibo per animali e può essere utilizzata anche come carburante o trasformata in carta. Alcuni produttori talvolta aggiungono una piccola quantità di bagazo nel succo d'agave all'interno delle taniche di fermentazione così da conferire al prodotto finale un più deciso sentore di agave.
Il succo d'agave ottenuto dalla fermentazione viene versato in larghi tini di legno o di acciaio e ivi lasciato fermentare per diversi giorni, finché ne risulta un mosto a basso tenore alcolico.
A differenza delle altre fasi della produzione della tequila, la fermentazione è una delle poche fuori dal controllo degli esseri umani. La fermentazione è un processo di conversione degli zuccheri e dei carboidrati a opera di lieviti in condizioni anaerobiche. La fermentazione inoltre avviene in un ambiente non asettico, il che aumenta la carica microbica della tequila.
Durante il processo di fermentazione un lievito starter o inoculum viene aggiunto per accelerare il processo. Una volta aggiunto il lievito starter il processo può impiegare da venti ore a tre giorni. Se lo starter non viene aggiunto, la fermentazione può impiegare anche sette giorni per essere portata a compimento. La velocità di fermentazione è un fattore chiave per la qualità e l'aroma finale della tequila prodotta. La fermentazione lenta è migliore in quanto i componenti organolettici prodotti sono maggiori. Il valore alcolemico del prodotto alla fine della fermentazione si aggira tra il 4 e il 9%.

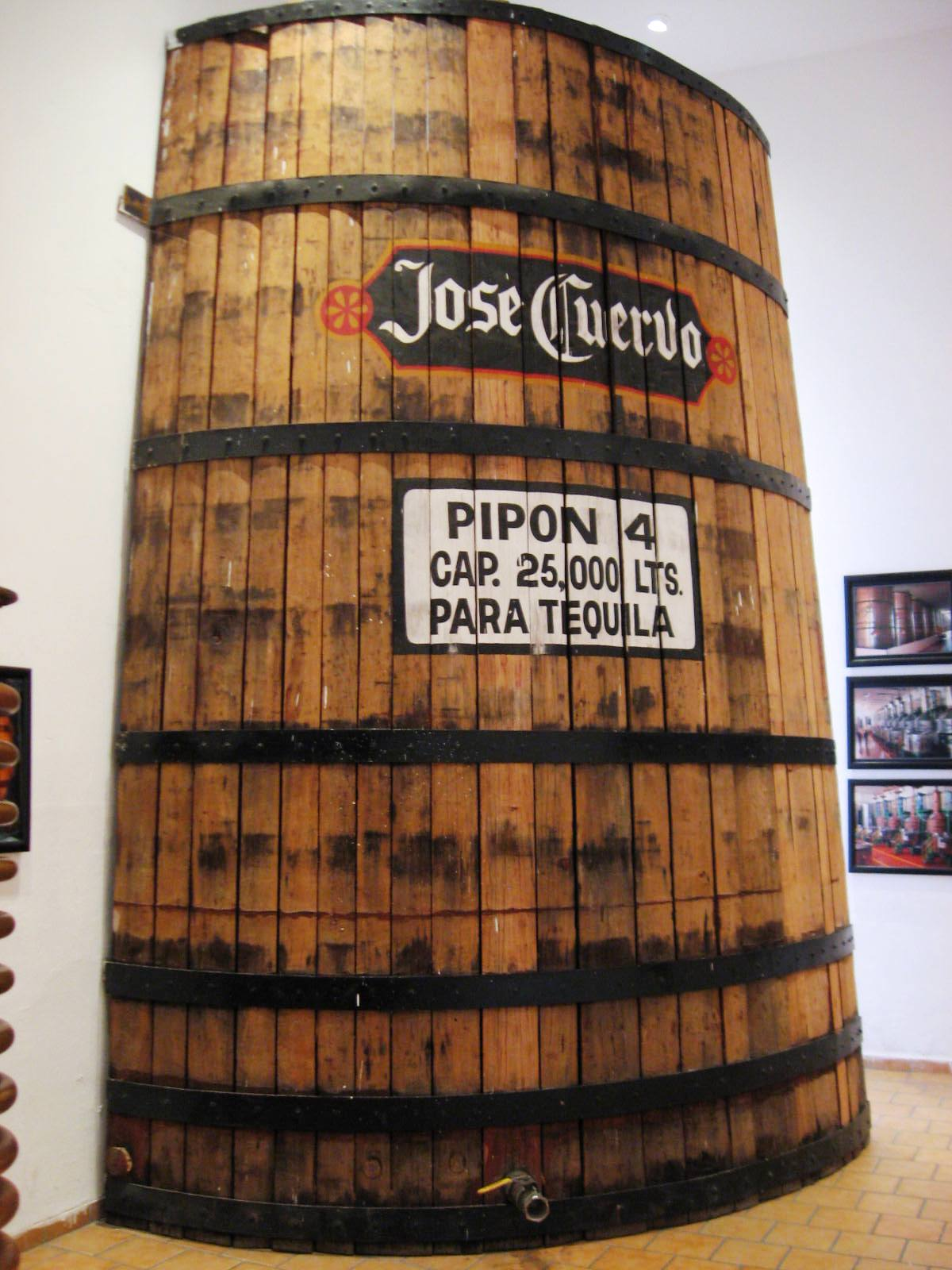
Recipiente per la fermentazione della tequila

I componenti organolettici accrescono gli aromi della tequila. Questi componenti comprendono: fuselöl, metanolo, aldeidi, acido organico ed esteri. La produzione di alcol isoamilico e alcol isobutilico ha inizio non appena il livello di zuccheri si abbassa e continua per diverse ore dopo la fine della fermentazione stessa. Al contrario la produzione di etanolo ha inizio nella prima ora di fermentazione e termina con l'incremento della crescita dei lieviti.
Il contenuto di alcol nella tequila è dovuto a tre fattori. Il primo è la quantità di alcol isoamilico e isobutilico, dovuta ai ceppi batterici impiegati. Il secondo è il rapporto C/N: più alto è il livello, maggiore sarà la quantità di alcol prodotto. Il terzo è la temperatura di fermentazione: più alta è la temperatura, maggiore sarà la concentrazione di alcol isoamilico e isobutilico. Se la temperatura è troppo alta i lieviti diverranno meno efficaci, così come se la temperatura è troppo bassa il processo sarà troppo lento. Ciò può rappresentare un grosso problema nel Messico centrale, specialmente nella città di Tequila nello stato di Jalisco, dove viene prodotta la maggiore quantità di tequila, dove la temperatura media annuale può raggiungere i 31°. Per questa ragione i produttori di tequila durante il processo di fermentazione usano ampi contenitori di acciaio inossidabile.
I componenti organolettici dipendono dal lievito. Il ruolo del lievito è quello di trasformare, attraverso vari processi enzimatici, gli zuccheri in alcol. Ciò avviene in due passaggi. Il primo avviene in condizioni anaerobiche, quando le colonie di lieviti raddoppiano ogni quattro ore. Questo processo continua per 24-48 ore. Il passaggio successivo è quello in cui il lievito trasforma il glicerolo in alcol etilico, che è uno dei componenti organolettici prodotti durante la fermentazione.
Le due categorie principali di lieviti utilizzati nel processo di fermentazione della tequila sono lieviti commerciali utilizzati per produrre la birra e lieviti conservati da processi precedenti. L'uso di entrambi i tipi di lieviti può produrre differenze sostanziali nel prodotto finale.

### Distillazione

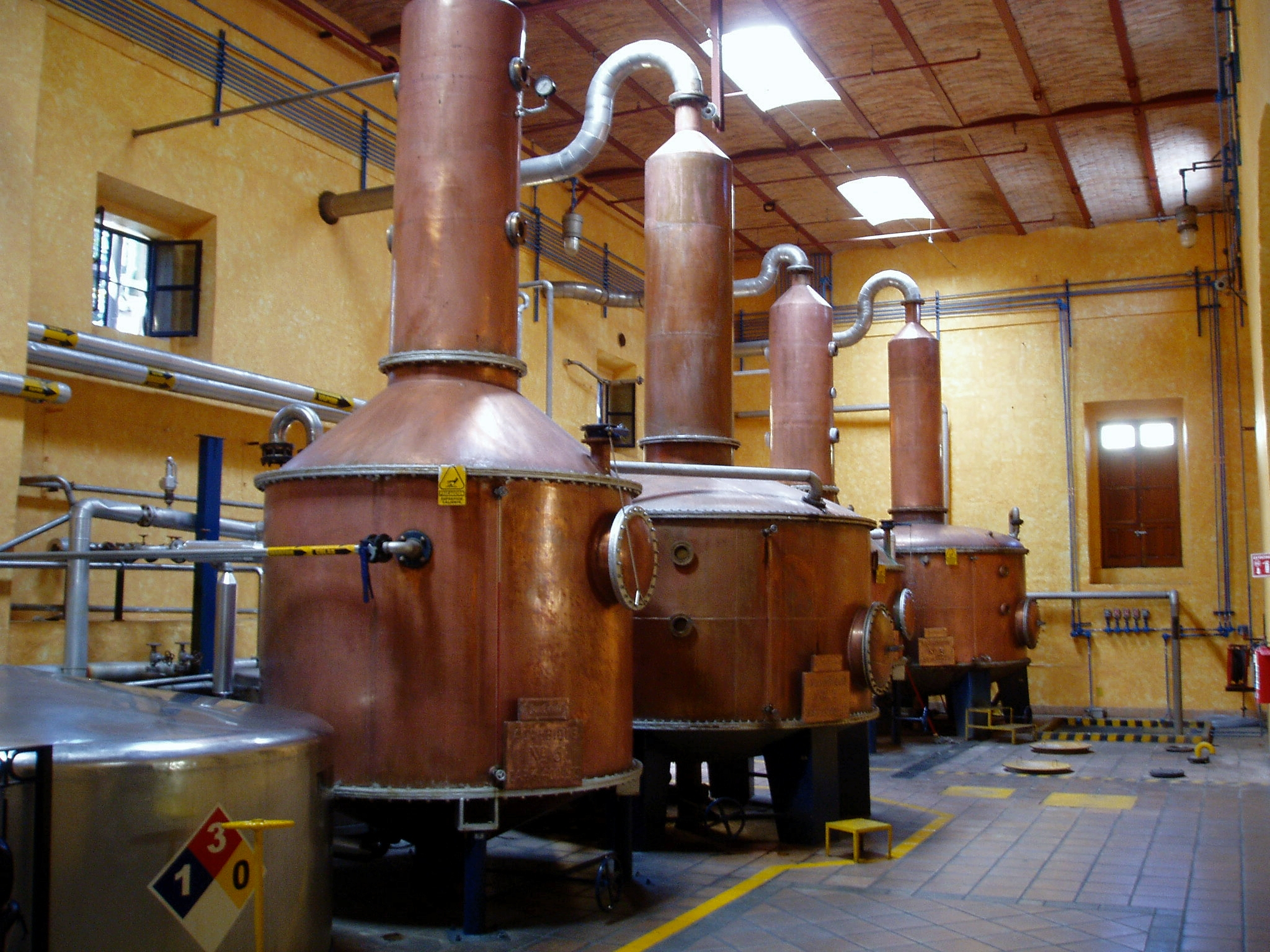
Distillatori in rame per la produzione di tequila

Questo mosto fermentato viene quindi distillato una prima volta così da produrre quello che viene chiamato ordinario, a sua volta distillato una seconda volta così da produrre la tequila plata. Alcuni produttori distillano il prodotto una terza volta, ma questo procedimento fa sì che si perda molto dell'aroma di agave proprio della tequila. Il prodotto finito può essere imbottigliato e venduto come plata o silver tequila o travasato in damigiane di legno per essere invecchiato, così da sviluppare un sapore morbido e un colore ambrato.

### Invecchiamento

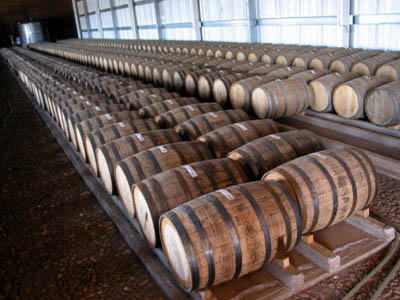
Botti per l'invecchiamento della tequila

Se il prodotto finale desiderato è la tequila bianca il processo può dirsi terminato (Joven). Nel caso invece si desideri ottenere della tequila reposado o añejo, il prodotto distillato deve essere maturato in botti di quercia da 200 litri o più grandi per almeno due mesi nel primo caso, o dodici mesi nel secondo.
Ci sono più di 50 produttori di tequila nello stato di Jalisco, di cui ognuno utilizza tempi di maturazione diversi a seconda della qualità e quantità di prodotto finale desiderato. Ogni compagnia ha un proprio processo regolato dal governo messicano.
Il processo di maturazione provoca le principali trasformazioni chimiche della tequila: diminuzione dell'olio di flemma che viene assorbito dai carboni presenti nelle botti; estrazione delle costituenti complesse del legno che conferiscono specifici aromi al prodotto finale; reazione tra i componenti della tequila che origina a nuovi composti chimici; ossidazione del contenuto originale della tequila e degli estratti dal legno. Il risultato finale di questi cambiamenti è un aumento della concentrazione degli acidi, degli esteri e degli aldeidi e una diminuzione della concentrazione dell'olio di flemma.
Il reposado può rimanere a invecchiare in barili o botti di quercia anche da 20.000 litri, acquisendo così aromi più ricchi e complessi. Le botti utilizzate, solitamente di quercia bianca, vengono preferibilmente importate da Stati Uniti, Francia o Canada. Alcuni produttori carbonizzano il legno così da conferire un aroma affumicato oppure riusano barili precedentemente utilizzati per invecchiare altri prodotti, quali ad esempio whisky o vino. Alcuni tipi di tequila reposado possono venire invecchiati in botti nuove così da acquisire i medesimi aromi e morbidezza del legno, ma in minor tempo.
L'añejo viene invecchiato in botti precedentemente utilizzate per invecchiare il reposado. Le botti non devono essere capaci più di 600 litri e molte anzi sono sotto i 200 litri di capacità. Molte delle botti utilizzate provengono da distillerie di whisky statunitensi o canadesi. In particolare le botti del Jack Daniel's sono frequentemente utilizzate. Questo trattamento conferisce alla tequila añejo molti degli aspetti caratteristici, quali il colore scuro o la ricchezza di aromi. Dopo un invecchiamento di almeno un anno l'añejo può essere travasato in fusti di acciaio così da ridurre l'evaporazione che può invece avvenire all'interno delle botti.

## Consumo

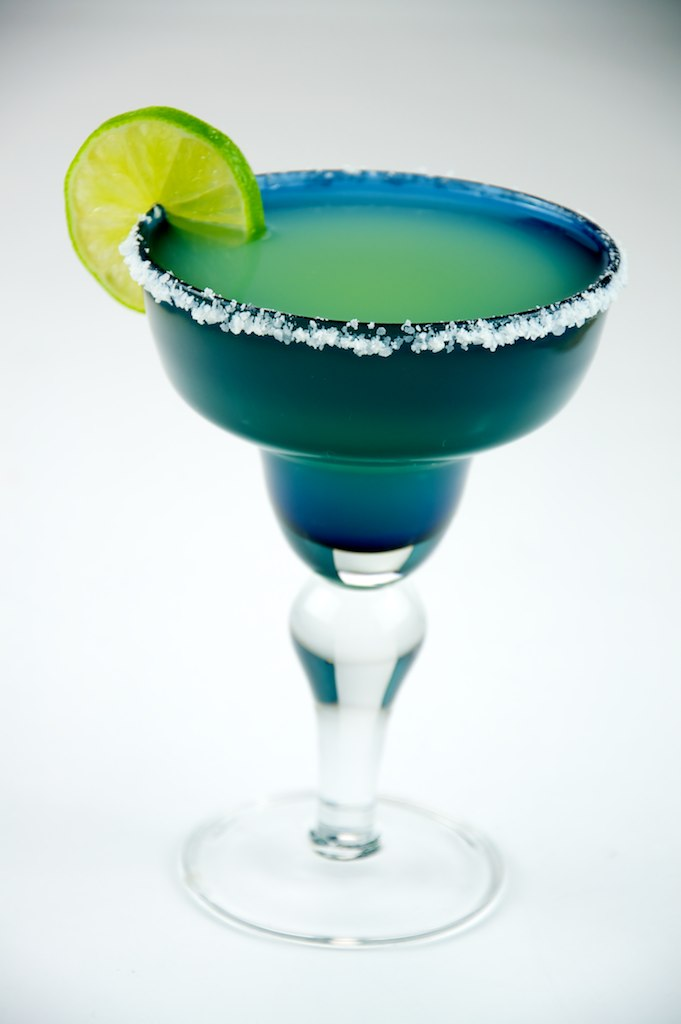
Margarita

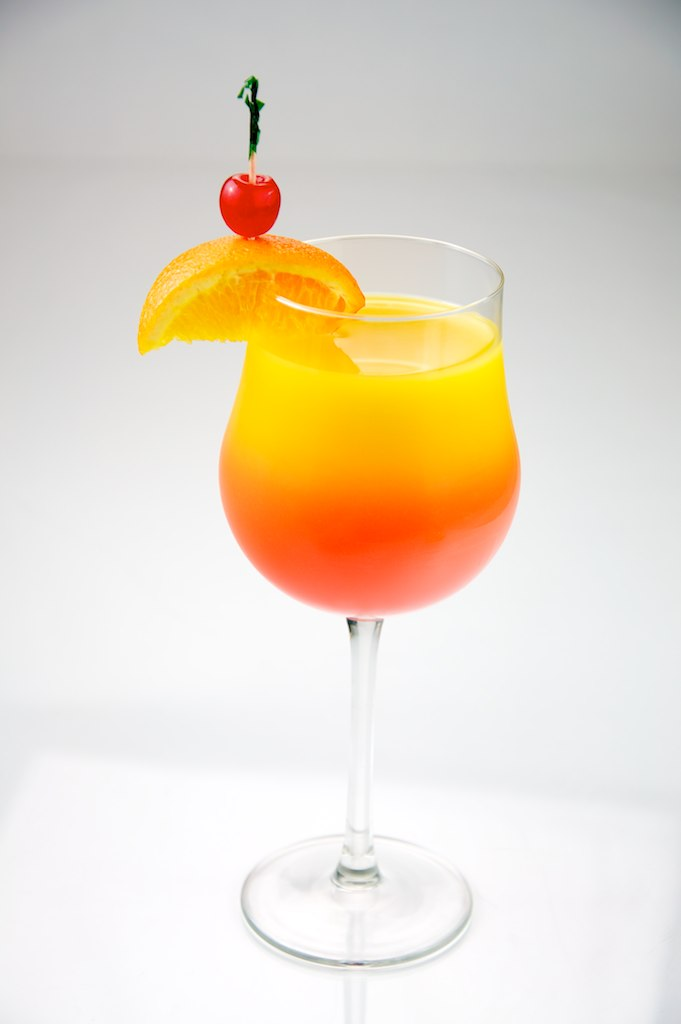
Tequila Sunrise

Il modo tradizionale di gustare la tequila è quello di servirla in un bicchiere di terracotta accompagnandola con sale e succo di lime posti sul dorso della mano. Questo si accompagnerebbe particolarmente bene con il sapore tendenzialmente erbaceo e secco del distillato. La tequila viene abbinata a vari piatti tipici della cucina messicana.
Un altro modo per consumare la tequila, molto noto anche al di fuori dal Messico, è nella preparazione del cocktail Tequila Bum Bum, diluita in un bicchiere con 1/3 di acqua tonica, sbattuta un paio di volte sul tavolo (da qui il nome) e infine inghiottita tutta d'un fiato.
La tequila è divenuta molto nota e apprezzata fuori dal Messico nella seconda metà del XX secolo anche grazie ad altri numerosi cocktail nei quali è presente.

### Cocktail
- Acapulco
- Acapulco Gold
- Azteca
- Beckoning Lady
- Bing Cherry Margarita
- Blu Margarita
- Brezza
- Brooklyn Bomber
- California Dream
- Coco Loco
- Coconut Tequila
- Coco Snow
- Cucaracha
- Flirt club
- Frostbite
- Frozen Strawberry
- Il girone dei dannati
- Invisibile
- Long Beach Iced Tea
- Long Island Iced Tea (IBA)
- Madafakkin Dragon
- Mad Dog
- Malichia
- Margarita (IBA)
- Mexican Coffee
- Mexico
- Miraggio
- Paloma (IBA)
- Pancho Villa
- Pepito Collins
- Red Reggae
- Telford
- Tequila Bum Bum
- Tequila Cocktail
- Tequila Sale e Limone
- Tequila Sunrise (IBA)
- Thai Sunrise
- Tommy's Margarita
- Vampiro (IBA)

## Riferimenti nella cultura
- Al tipico distillato messicano il gruppo musicale The Champs ha dedicato il brano latin rock Tequila, pubblicato dalla Challenge Records in 45 giri e in EP 7" nel 1958, riscuotendo un grande successo.
- Per il decimo episodio della quarta stagione della serie televisiva Breaking Bad, intitolato Alla salute (Salud), gli autori inventano la fantomatica tequila Zafiro Añejo. Si tratta di una tequila invecchiata rara e costosa, di un improbabile colore blu, che Gustavo Fring (Giancarlo Esposito) avvelena per sbarazzarsi del Cartello di Juárez. La medesima tequila ricorre più volte anche nello spin-off Better Call Saul.[47]
- La tequila è il liquore preferito di Meredith Grey, la protagonista di Grey's Anatomy.[senza fonte]